# Alvan Fisher
Alvan Fisher (1792-1863) est un peintre américain. Il est considéré comme un pionnier de la peinture de paysage et de la peinture de genre.

## Biographie
Alvan Fisher est né le 9 août 1792 à Needham (Massachusetts), quatrième enfant des six fils de Aaron et Lucy (Stedman) Fisher. Sa famille s'installe à Dedham (Massachusetts), vers 1805. Il y travaille dans le magasin de son frère. À dix-huit ans, il fait son apprentissage de peintre, avec le soutien de sa famille, chez John Ritto Penniman à Boston, en même temps que Charles Codman. Il y apprend l'art du portrait, tout en assistant Penniman en peignant des enseignes commerciales.

## Galerie

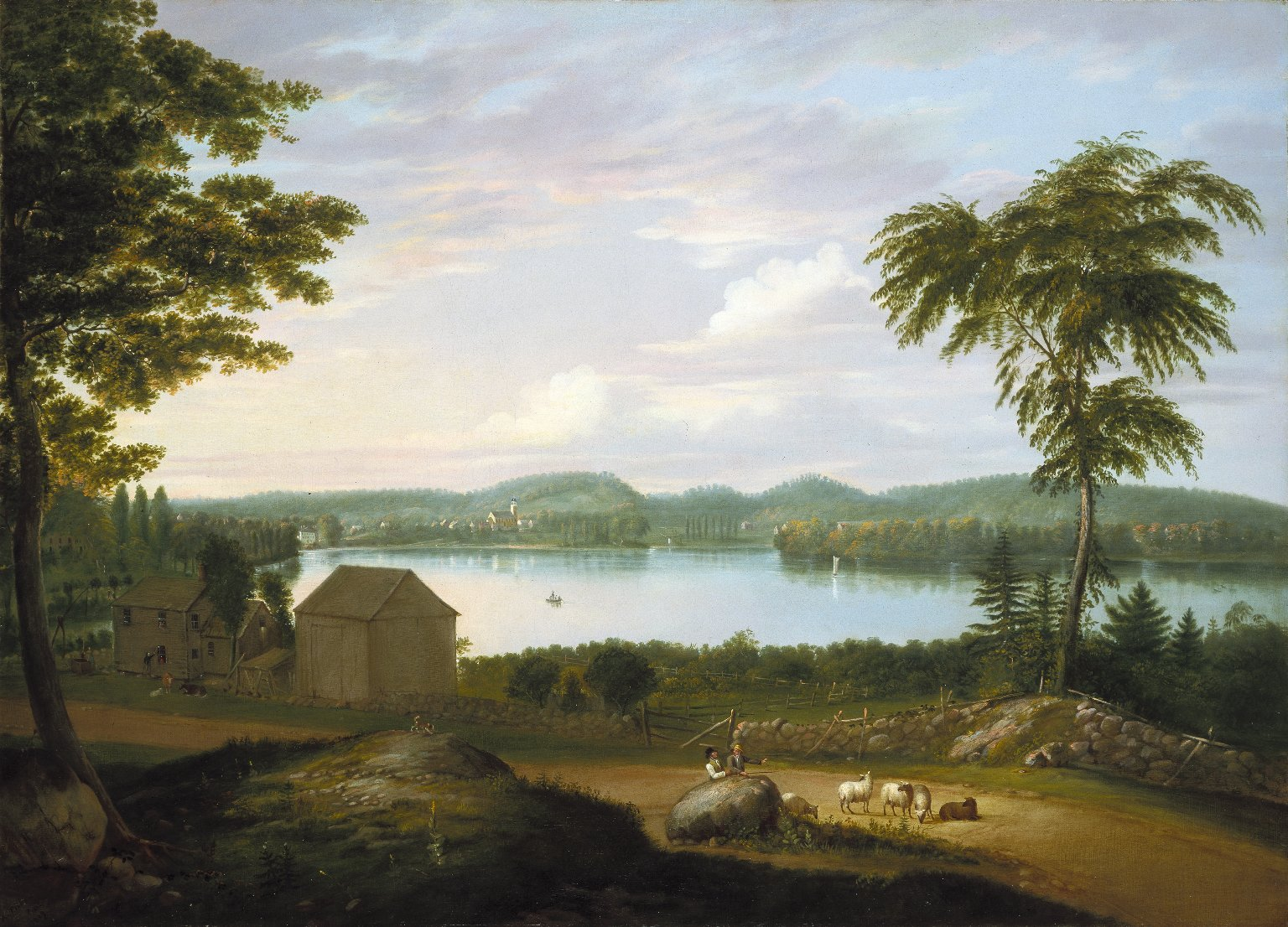
View of Springfield on the Connecticut River, 1819. Oil on canvas. Brooklyn Museum
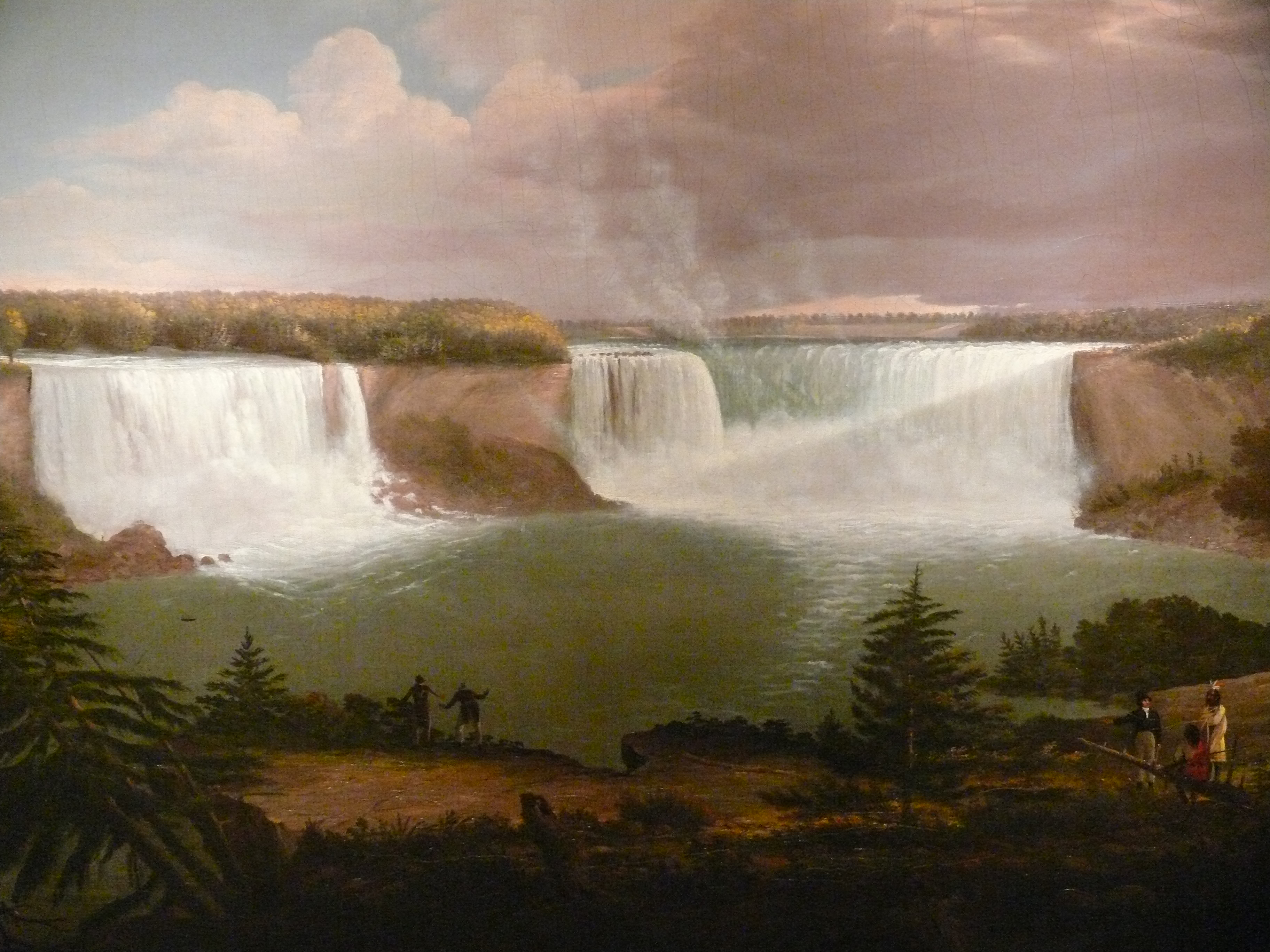
A General View of the Falls of Niagara (1820), Smithsonian American Art Museum
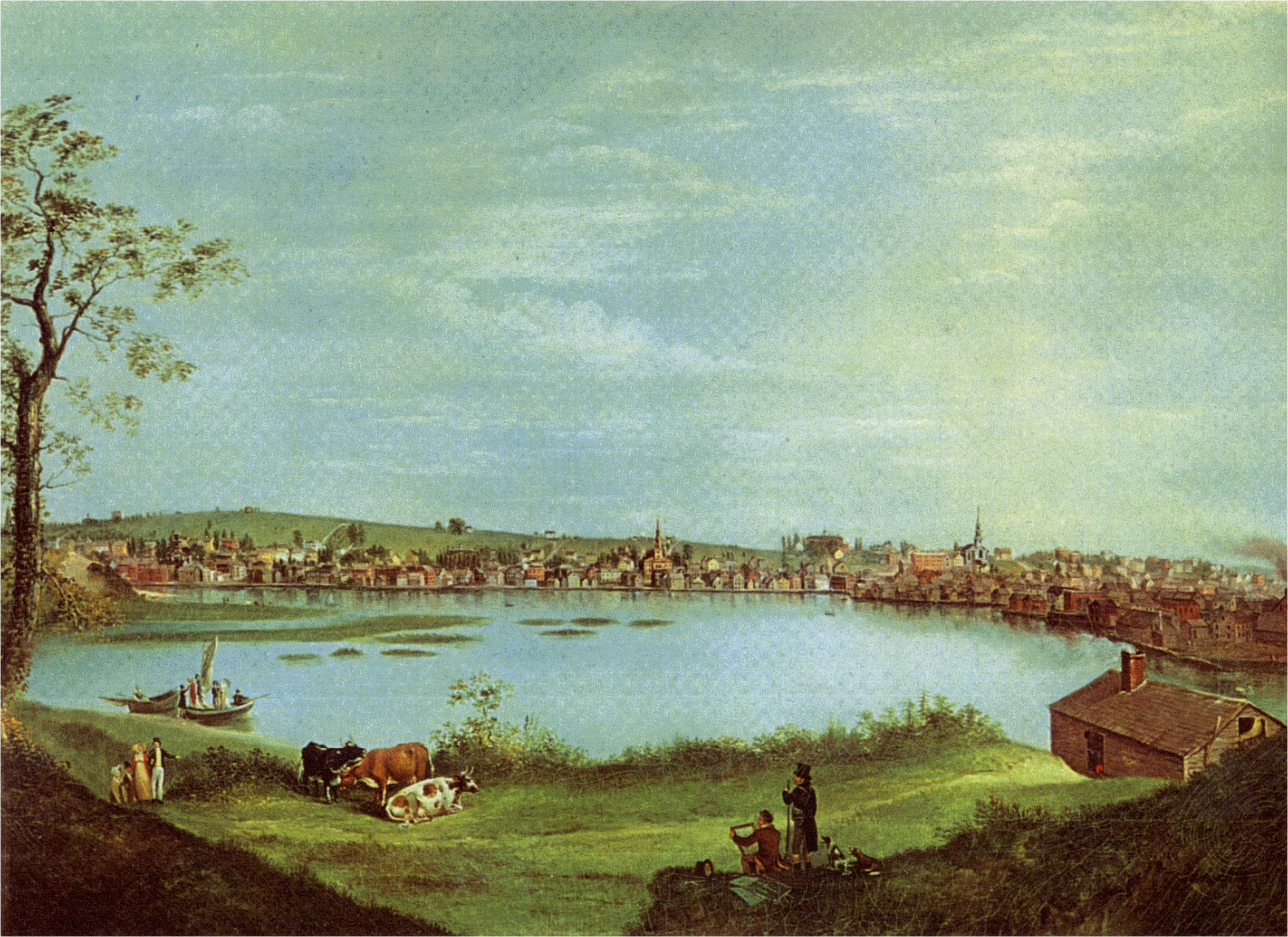
Providence from Across the Cove (1818), Rhode Island Historical Society (en).
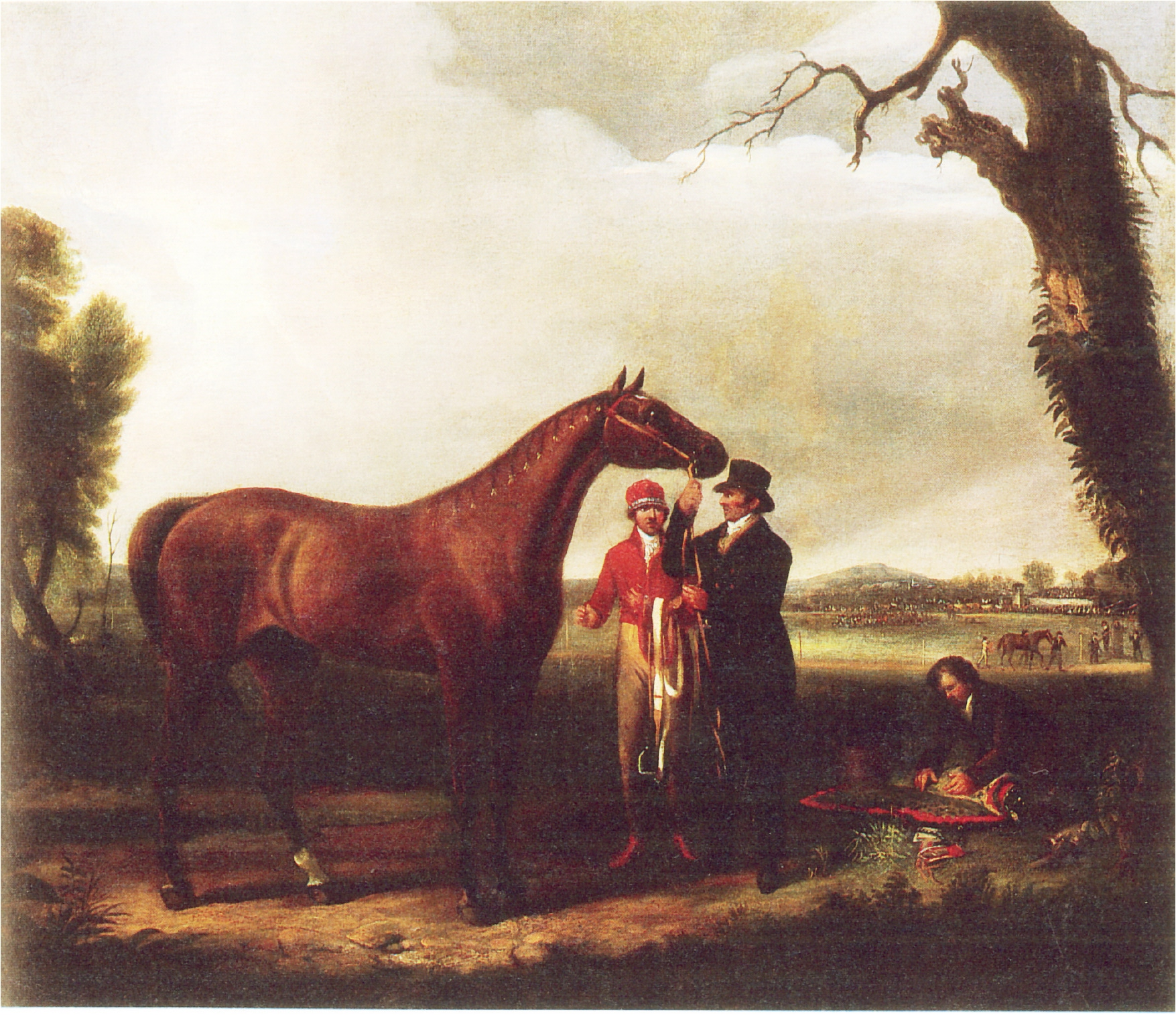
Eclipse with Race Track (1823), Munson-Williams-Proctor Arts Institute.
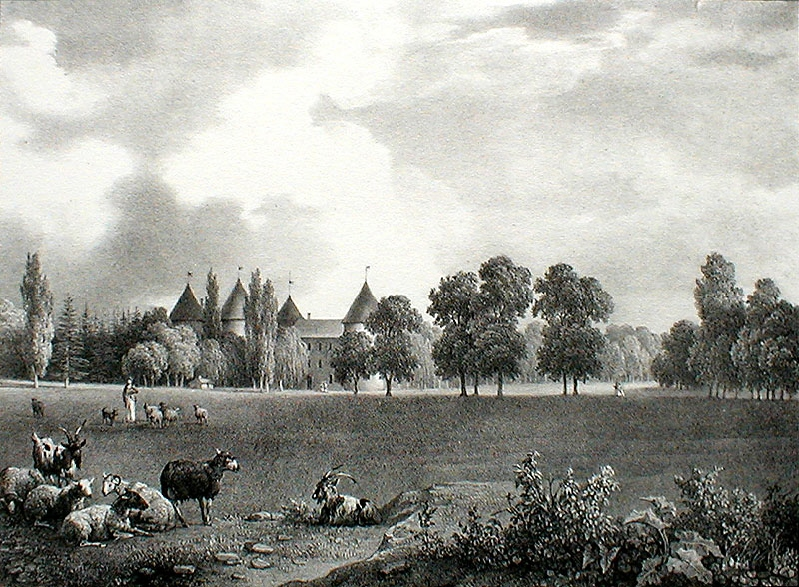
Château de La Grange-Bléneau, résidence de Lafayette (1826)
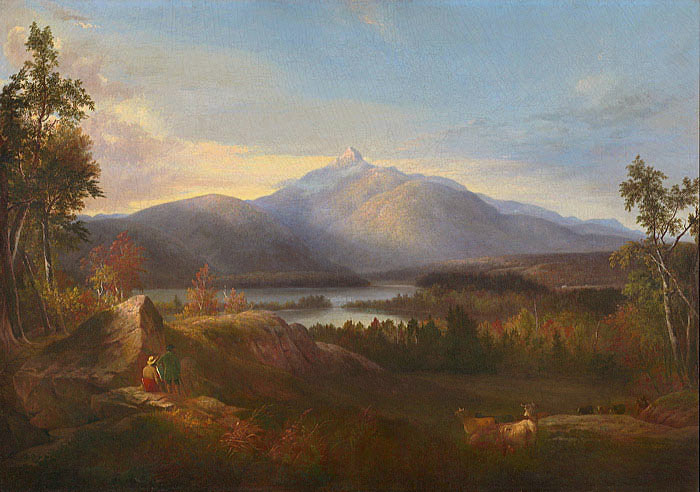
Mont Chocorua, Pond and Adjacent Scenery (1860).